# Crossocheilus diplochilus
 Crossocheilus diplochilus és una espècie de peix cipriniforme de la família dels ciprínids.

## Morfologia
Els mascles poden assolir els 10 cm de longitud total.

## Distribució geogràfica
Es troba a Àsia: conca del riu Indus al Pakistan, l'Afganistan i l'Índia. També és present a l'Iran.